# Belle Plaine (Minnesota)
Belle Plaine es una ciudad ubicada en el condado de Scott en el estado estadounidense de Minnesota. En el Censo de 2010 tenía una población de 6661 habitantes y una densidad poblacional de 420,58 personas por km².

## Geografía
Belle Plaine se encuentra ubicada en las coordenadas 44°37′4″N 93°45′48″O / 44.61778, -93.76333. Según la Oficina del Censo de los Estados Unidos, Belle Plaine tiene una superficie total de 15.84 km², de la cual 15.31 km² corresponden a tierra firme y (3.3%) 0.52 km² es agua.

## Demografía
Según el censo de 2010, había 6661 personas residiendo en Belle Plaine. La densidad de población era de 420,58 hab./km². De los 6661 habitantes, Belle Plaine estaba compuesto por el 94.24% blancos, el 1.13% eran afroamericanos, el 0.24% eran amerindios, el 1.4% eran asiáticos, el 0.02% eran isleños del Pacífico, el 1.16% eran de otras razas y el 1.83% pertenecían a dos o más razas. Del total de la población el 2.13% eran hispanos o latinos de cualquier raza.